# Tanepomidos assamensis
Tanepomidos assamensis là một loài tò vò trong họ Ichneumonidae.